# Murrough O'Brien
Murrough O'Brien, VI baron de Inchiquin y I conde de Inchiquin (en gaélico, Murchadh Ó Briain) comúnmente conocido como Murchadh na Dóiteáin, (Murrough el incendiario) debido a sus acciones contra la población de Munster durante las Guerras confederadas de Irlanda. Entre 1624 y 1654 tuvo el título de Barón de Inchiquin y fue uno de los caciques de los O'Brien y, después de Ormonde, el noble irlandés protestante y dirigente de la isla. Fue uno de los diez líderes de las fuerzas Realistas nombrados en el Acta de Establecimiento de Irlanda de 1652.

## Juventud y primeros años
Murrough O'Brien era el hijo mayor de Dermod O'Brien, V baron de Inchiquin y su esposa Ellen, hija de sir Edmond Fitzgerald de Cloyne. Su familia paterna decía descender de los primeros reyes de Irlanda, mientras que su madre procedía de una poderosa familia de ingleses viejos. Murrough recibió el nombramiento de VI Baron Inchiquin a los 10 años, tras la muerte de su padre en 1624. Sus posesiones fueron administradas durante su minoría por William Saint Leger, presidente provincial de Munster, un noble protestante que pretendía incrementar su poder en Irlanda concertando el matrimonio de su hija Elizabeth con Inchiquin en octubre de 1635. Tras servir en el ejército español de Italia durante 1635-1640, Inchiquin volvió a Irlanda donde fue nombrado vicepresidente de Munster en abril de 1640.
Como prominente protestante irlandés, Inchiquin sufría un antagonismo natural hacia los confederados católicos en general y un fuerte rencor hacia Owen Roe O'Neill en particular, ya que el abuelo de Inchiquin, también Murrough O'Brien, fue asesinado en 1597 en Casan-na-gCuradh mientras luchaba contra los soldados aliados de Hugh O'Neill, el tío de Owen Roe O'Neill. Aunque ambos procedían de familias gaélicas ancestrales, eran polos opuestos en todo lo respecto al contrario.

## La rebelión de 1641 y las guerras confederadas
Durante la rebelión de 1641, Sr. Leger se puso al frente de las fuerzas gubernamentales en Munster. Gracias a su experiencia militar, Inchiquin pronto consiguió alcanzar un lugar preeminente y, a la muerte de St. Leger en abril de 1642, se hizo con el mando de las fuerzas Protestantes de Munster. Toda esta primera fase estuvo marcada por la rivalidad interna entre Murrough y Roger Boyle, baron de Broughill. En octubre de ese mismo año, Inchiquin derrotó a Donagh MacCarthy, vizconde de Muskerry y las fuerzas confederadas de Garret Barry en la batalla de Liscarroll, tras lo que aseguró su dominio en el sureste de Irlanda, a veces con métodos bastante expeditivos. En septiembre de 1643, se firmó un Alto el fuego entre los Confederados y el representante del rey, el Marqués de Ormonde.
Durante esta tregua, Inchiquin envió cinco regimientos irlandeses a Inglaterra para reforzar el ejército del rey, con la esperanza de ser nombrado presidente de Munster en compensación. Sin embargo, el nombramiento real, efectuado en febrero de 1644 recayó en el conde de Portland. Ante esta decisión, Inchiquin se pasó a las filas de los Parlamentaristas. Tras expulsar a la población católica de Cork, Youghal y Kinsale, el Parlamento inglés le otorgó la presidencia de Munster que ejerció al margen de los teóricos representantes reales Portland y Ormonde. 
La posición de Inchiquin era bastante complicada, aunque pudo mantener sus guarniciones en Munster. Por una parte, el Parlamento no podía abastecerle con los hombres y municiones necesarios para hacer frente a las fuerzas confederadas; por otra parte, seguía teniendo continuos enfrentamientos con Boyle. Decidido a asentar su poder, Inchiquin organizó una ofensiva militar contra los confederados en el verano de 1647. Conquistó Dungarvin, Cappoquin y otros puestos, ganándose la reputación de cruel y despiadado entre los irlandeses, que le apodaron Murchadh na d'Tóiteán, "Murrough el incendiario", tras saquear Rock of Cashel y masacrar a toda la población, incluyendo defensores, civiles y clérigos católicos, y desacralizar la Catedral de San Patricio. En un intento desesperado por evitar que las tropas de Michael Jones se uniesen a las de Inchiquin, los Confederados enviaron a Theobald Taaffe al condado de Cork con 6.000 soldados de infantería y 1.200 caballeros. Aunque inferior en número, Inchiquin derrotó de forma decisiva a los confederados en Knocknanuss, en noviembre de 1647, consiguiendo así el control indisputado del sur de Irlanda.
Pese a sus éxitos militares, Inchiquin recibió poco apoyo del Parlamento inglés, que consideraba mantener Dublín como la prioridad en Irlanda. Ante el abandono del que era objeto por Inglaterra y la progresiva radicalización del Parlamento, Inchiquin decidió cambiar de bando una vez más. Así, en 1648 se proclamó nuevamente leal al rey Carlos I y firmó una Tregua con los confederados. Esta tregua contó con la oposición del nuncio papal, Giovanni Battista Rinuccini debido a las masacres de católicos perpetradas por Inchiquin en Munster, lo que llevaría al estallido de una guerra civil en la Confederación. De todas formas, Inchiquin fue nombrado por el rey presidente de Munster en julio, y recibió a James Butler, I duque de Ormonde a su regreso a Irlanda para tratar de negociar un pacto entre Realistas y Confederados.
En marzo de 1649, Inchiquin se unió al vizconde de Taafe y a James Tuchet, III conde de Castlehaven para expulsar a Owen Roe O'Neill, contrario a la tregua, de la zona de Leinster. Durante ese verano, consiguió tomar Trim, Drogheda y Dundalk. En julio, Ormonde ordenó a Inchiquin regresar a Munster con tres regimientos de caballería ante la posibilidad de un desembarco de Oliver Cromwell en la zona. Sin embargo, tras la derrota de Ormonde en Rathmines frente a Michael Jones, muchos de los integrantes de las tropas de Inchiquin desertaron y se pasaron al bando Parlamentarista.
Inchiquin trató de contener la imparable invasión de Cromwell, pero, una tras otra, fueron cayendo todas las posesiones de los Confederados en Munster. En marzo de 1650, Inchiquin fue derrotado por su viejo enemigo, el Roger Boyle en la batalla de Mallow, en el condado de Cork. Tras perder la confianza de los Católicos Confederados, Inchiquin se exilió en Francia en 1650.

## Exilio en Francia
Gracias a la influencia de Ormonde en el rey Carlos II, exiliado también en Francia, Inchiquin obtuvo el favor del nuevo monarca y fue nombrado conde de Inchiquin en 1654. Sirvió a las órdenes del ejército francés en Italia y en Cataluña entre 1654 y 1658, y se convirtió al catolicismo en 1657, tras una larga enfermedad. Su repentina conversión provocó la ruptura con su esposa Protestante y le hizo perder la amistad de Ormonde y la corte de Inglaterra. En 1659, fue capturado por corsarios argelinos cuando se dirigía a cumplir una misión encomendada por el ejército portugués. Permaneció cautivo en Argel hasta que el recién restaurado Carlos II intervino en su favor en verano de 1660. Tras la Restauración, Inchiquin pudo recuperar sus propiedades en Munster, pero, debido a su conversión, no pudo optar a la presidencia provincial, otorgada a su enemigo Roger Boyle, ahora conde de Orrery. De todas formas, Inchiquin pudo reconciliarse con el y su heredero William O'Brien contrajo matrimonio con la hija de Orrery en 1665. Tras realizar algún servicio más para el rey, Inchiquin vivió tranquilamente en Irlanda, donde falleció en 1674.